# Oleg Logvin
Oleg Nikolayevich Logvin (nascido em 23 de maio de 1959) é um ex-ciclista soviético. Fez parte da equipe soviética que venceu a prova de contrarrelógio nos Jogos Olímpicos de Moscou 1980.